# ジャスティン・アップトン
- ジャスティン・アプトン

ジャスティン・アービン・アップトン（Justin Irvin Upton, 1987年8月25日 - ）は、アメリカ合衆国バージニア州ノーフォーク出身の元プロ野球選手（外野手）。右投右打。
メディアによっては、姓のUptonはアプトンと表記されることもある。愛称はJ.アップ。
3歳上の兄B.J.アップトンは、2002年にタンパベイ・デビルレイズから1巡目（全体2位）で指名され、2004年8月に19歳でメジャー・デビューを果たしている。ドラフト順位という観点では、1991年全体4位指名のドミトリー・ヤングと2003年全体1位指名のデルモン・ヤングを上回る過去最高の兄弟である。

## 経歴

### プロ入り前
父マニーは学生時代に野球とバスケットボールの経験があり、2008年現在はNCAAのバスケット審判員だった。母イボンヌは若い頃はソフトボールに打ち込み、中学校と高校で体育教師をしていたというスポーツ一家に生まれ、厳格な教育方針（教会へ行き礼拝をさせ、勉強をしなければスポーツもさせない）の下、規律正しく育てられた。ジャスティンは「幼少時からB・Jと競い合い、毎日のように庭でプレーしていた」と当時を振り返る。13歳の頃には、早くもMLBのスカウトに注目されるまでに成長していた。
2004年、全米高校代表チームに選出される。台湾で開催されたIBAF世界ジュニア選手権に出場した上、6試合 ・ 打率.417 ・ 4三塁打 ・ 1本塁打 ・ 5打点と活躍。
2005年は、54打席で打率.519・11本塁打・32打点・29得点・7盗塁をマークし、前年に引き続き全米高校代表チームに選出された他、ベースボール・アメリカ誌とゲータレード社が表彰するハイスクール・プレーヤー・オブ・ザ・イヤーをダブル受賞。更にはベスト・アスリート、ベスト5ツール・タレント、ベスト・ピュアヒッター、ファステスト・ベースランナー、ベスト・ディフェンシブ・プレーヤー、最もMLBに近い選手の6部門に挙げられるなど、アマチュア時代から俊足巧打の遊撃手として高い評価を受ける。

### プロ入りとダイヤモンドバックス時代

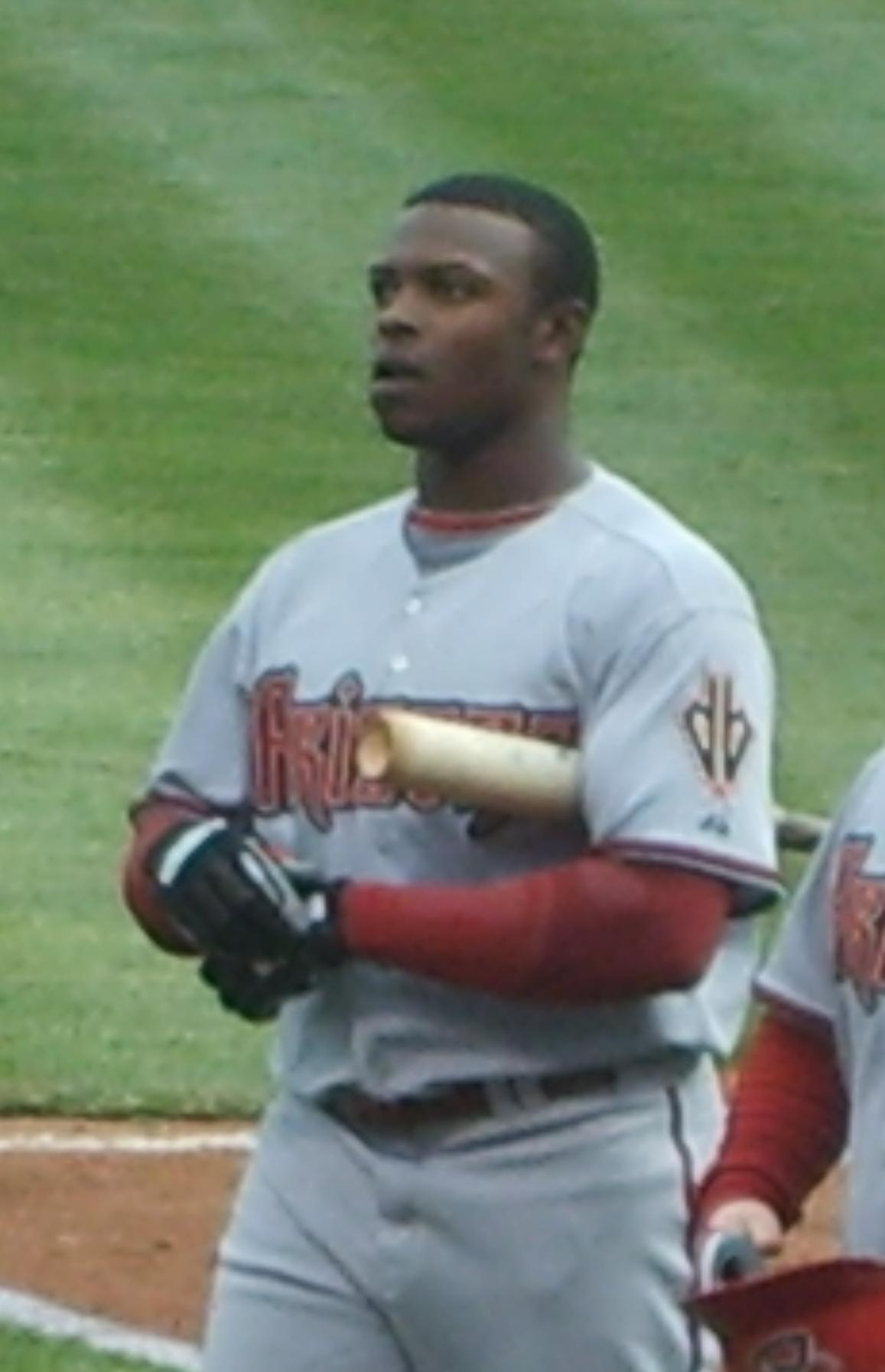
アリゾナ・ダイヤモンドバックス時代
（2008年3月31日）

2005年6月7日にMLBドラフト1巡目（全体1位）でアリゾナ・ダイヤモンドバックスから指名を受け、2006年1月6日契約が成立してプロ入り。契約金610万ドルは、当時の史上最高額であった（2008年8月15日にバスター・ポージーが620万ドルでサンフランシスコ・ジャイアンツと契約成立し、塗り替えた）。
2006年から外野手に転向した。傘下のA級サウスベンド・シルバーホークスにおいて113試合、打率.263、12本塁打、66打点、出塁率.343・OPS.756・15盗塁をマークし、6月20日、ミッドウェストリーグのオールスターに出場。シーズン終了後、チーム内の有望株リストで1位にランクされ、ベストヒッター・フォー・アベレージとベスト・アスリートに挙げられた。
2007年はA+級バイセイリア・オークス、AA級モービル・ベイベアーズにステップアップ。通算で103試合・打率.319・18本塁打・70打点・出塁率.410、19盗塁という数字を叩き出すと、7月8日はオールスター・フューチャーズゲーム、翌9日はサザンリーグのオールスターに出場。Topps 社とベースボール・アメリカ誌が選ぶオールスター・チームにも選出された他、USAトゥデイ紙のマイナーリーグ・プレーヤー・オブ・ザ・イヤーを受賞した。8月2日、19歳11か月の若さでメジャー初昇格を果たす（10代では、フェリックス・ヘルナンデス（当時シアトル・マリナーズ所属）以来）。同日のサンディエゴ・パドレス戦の9回表、エリック・バーンズの打席で代打として登場。デビュー戦は1打数無安打（一塁へのファウルフライ）に倒れたが、8月4日のロサンゼルス・ドジャース戦において「7番・右翼手」でスタメン起用され、初安打を放っている（三塁内野安打）。最初の9試合で7本の長打を放ち、その後は失速したものの、43試合に出場して経験を積んだ。また、プレーオフでは6試合に出場し、14打数5安打1打点5四死球10出塁1盗塁2得点と活躍した。
2008年3月9日、1年間の契約延長が成立。オフの間に体力強化とバッティング･フォーム修正に努めたことが功を奏し、スプリングトレーニングで好結果を出すと、プロ3年目にして早くも開幕ロースター入りを果たした。なお、昨季すでに130打数をクリアしているために、ルーキー・オブ・ザ・イヤーの資格は失効している。4月は打率.340 ・ 出塁率.385 ・ OPS.962と好スタートを決めたが、5月 - 6月の月間打率はそれぞれ.216 - .123と不振に陥り、7月9日の練習中に腹筋を痛め、前半戦残り試合を全休。
2009年は、開幕からレギュラーとして試合に出場し、打率.300（対左打率.377）をクリアしたほか、20本塁打20盗塁を同時に記録した。一方で138試合の出場で137三振を喫した。
2012年8月3日に通算100号本塁打を記録した。
2013年1月にタイフアン・ウォーカーら若手有望株との交換でシアトル・マリナーズの移籍が決まりかけたが、拒否権を行使してトレードは破談となった。

### ブレーブス時代

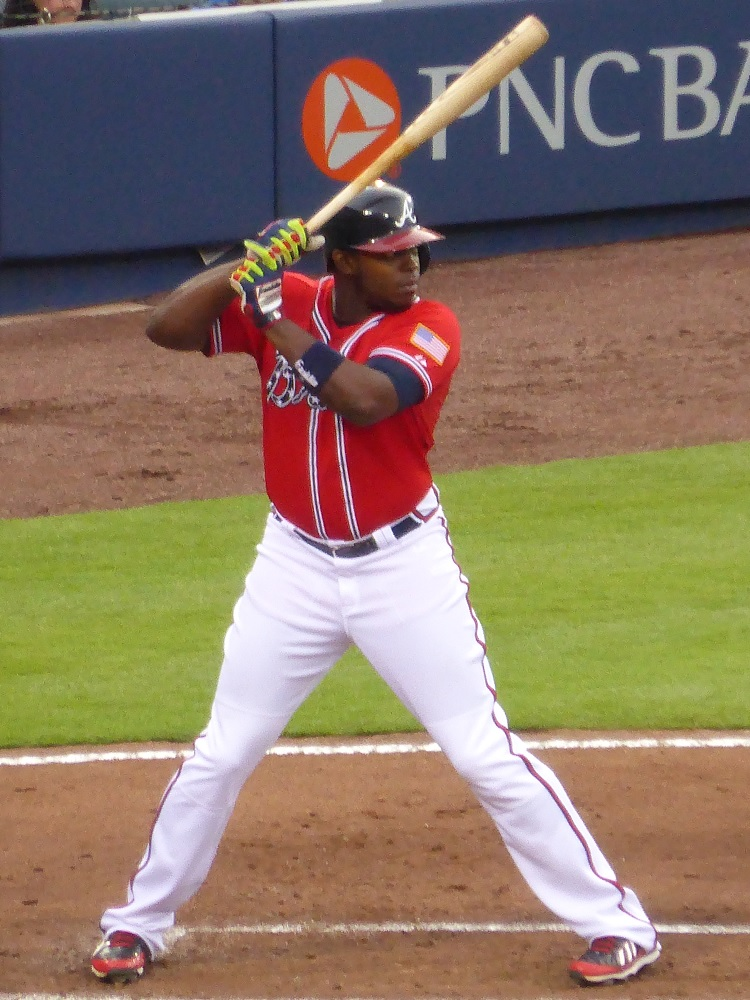
アトランタ・ブレーブス時代
（2014年6月13日）

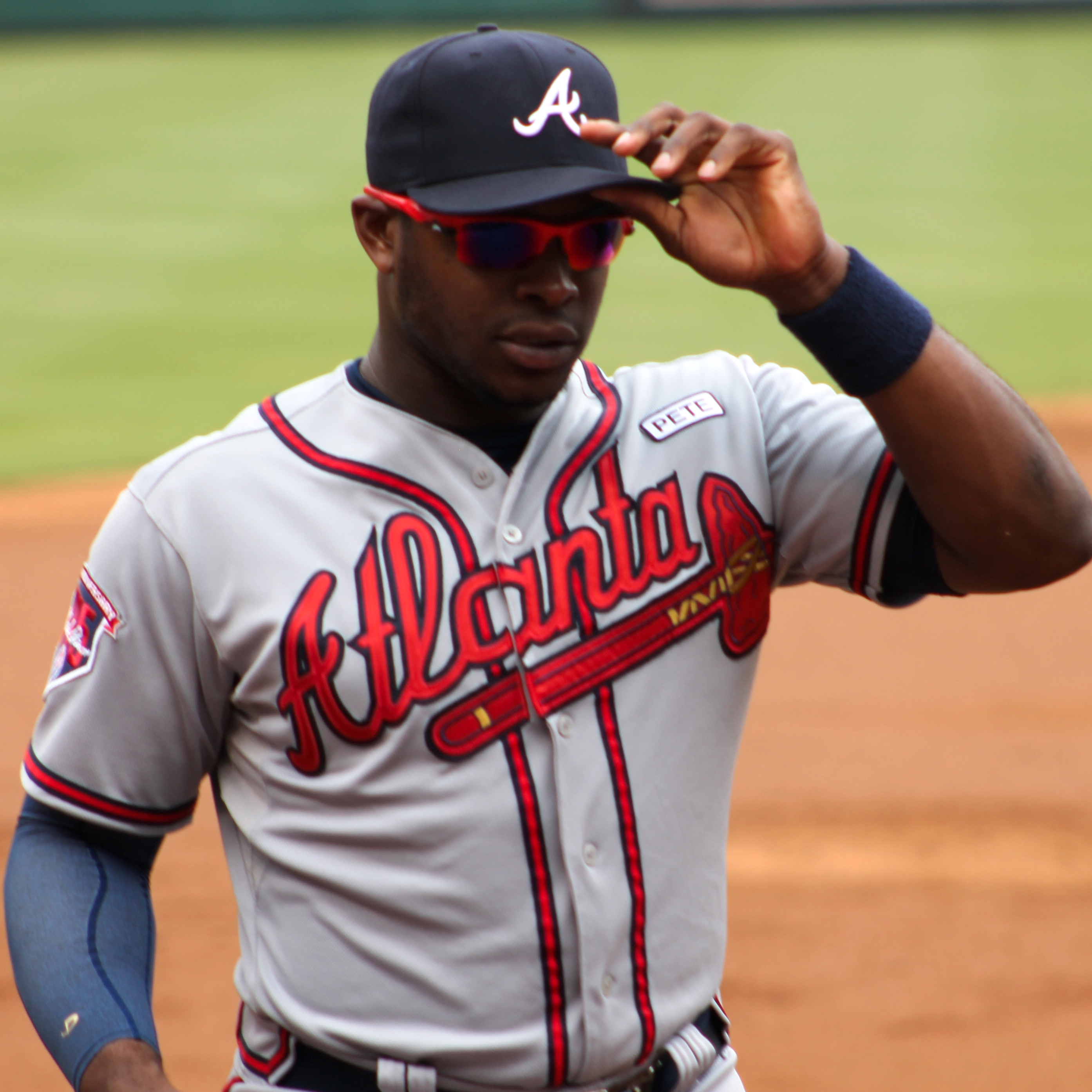
アトランタ・ブレーブス時代
（2014年9月14日）

2013年1月20日にマーティン・プラド、ランドール・デルガド、ニック・アーメド、ジーク・スプライル、ブランドン・ドルーリーとのトレードで、クリス・ジョンソンと共にアトランタ・ブレーブスへ移籍した。B・Jもブレーブスに移籍したため兄弟が揃ってプレーすることになった。4月23日のコロラド・ロッキーズ戦（クアーズ・フィールド）の5回に兄B・Jに続いて本塁打を放った。兄弟連続本塁打は、ポール・ウェイナー、ロイド・ウェイナー兄弟に続いて、メジャーで2例目で、75年ぶりだった。ジャスティンは、同日に行われたダブルヘッダー1戦目でも本塁打を放っており、この連続本塁打で本塁打数を11とした。4月に11本の本塁打を放ったのは、ブレーブス球団新記録である。最終的には4月は12本の本塁打を放ち月間MVPを受賞した。その後失速したものの、最終的には自身3度目の25本塁打以上となる27本塁打を放った。一方で161三振を喫した。
2014年、自己2位となる34二塁打、29本塁打を放った。得点圏では.228と打てなかったが、自身初の100打点超えとなる102打点（リーグ3位）を記録した。一方で前年を更新する171三振を喫した。盗塁は2009年から4年連続で18盗塁以上を決めていたが、2013年からの2年間で計16盗塁に留まっている。シーズン終了後、2011年に続き自身2度目のシルバースラッガー賞を受賞した。

### パドレス時代

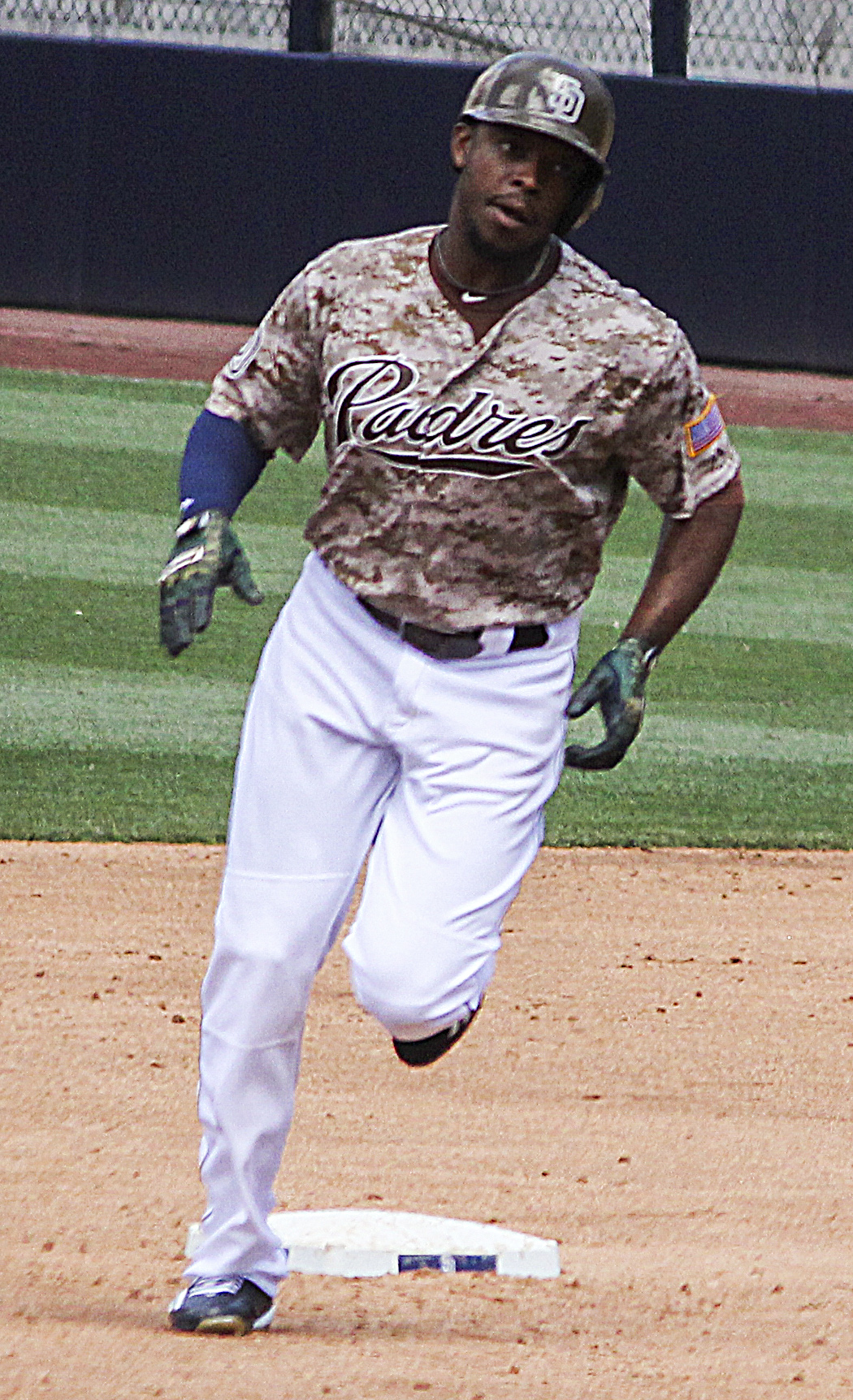
サンディエゴ・パドレス時代
（2015年5月17日）

2014年12月19日にジェイス・ピーターソン、マックス・フリード、ダスティン・ピーターソン、マレックス・スミスとのトレードで、アーロン・ノースクラフトと共にサンディエゴ・パドレスへ移籍した。
2015年は150試合に出場して打率.251、26本塁打、81打点だった。オフの11月2日にFAとなった。

### タイガース時代

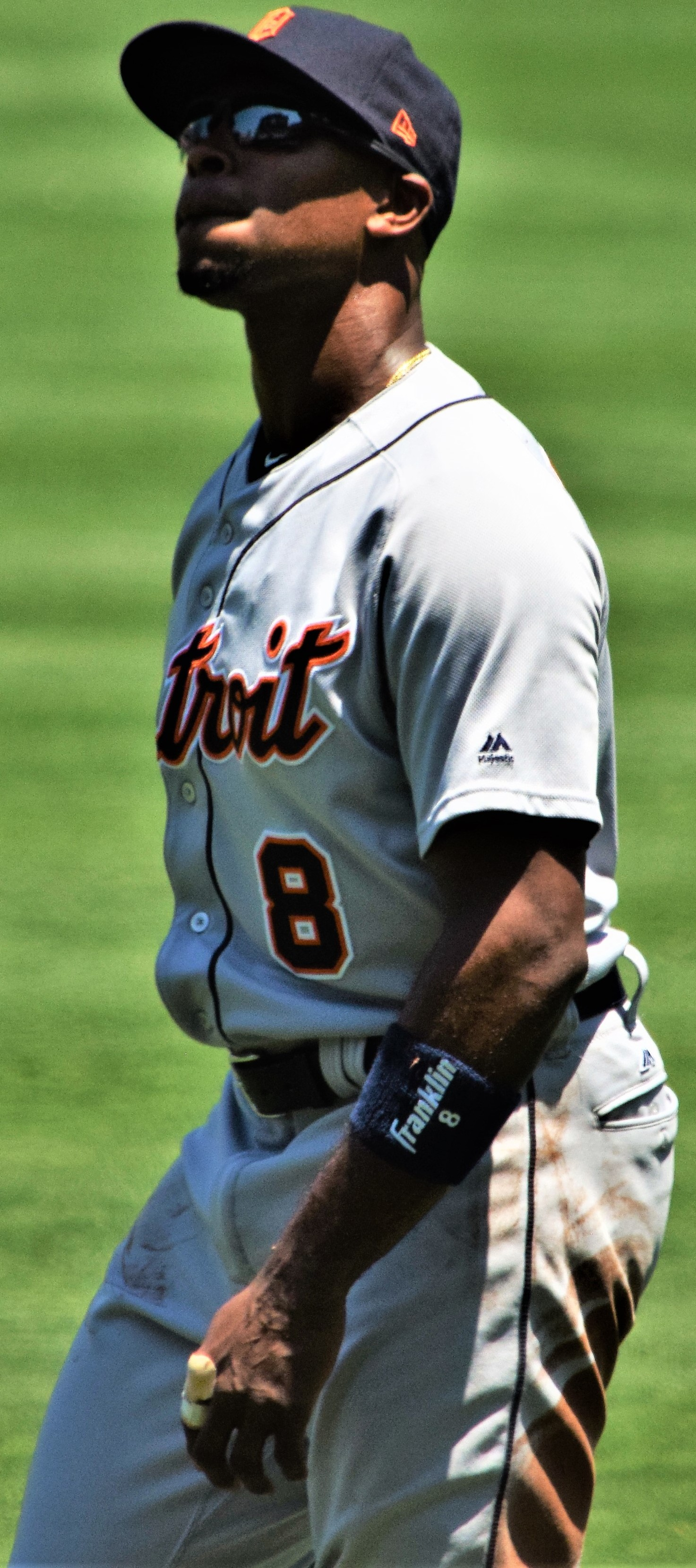
デトロイト・タイガース時代
（2017年8月6日）

2016年1月20日にデトロイト・タイガースと6年1億3275万ドルで契約を結んだ。タイガースでは正左翼手として起用され、前半戦終了時点では85試合で打率.235、9本塁打、38打点、OPS0.670だった。オールスター明けも打率は上がらなかったが、最終的には153試合に出場してキャリア最多タイの31本塁打、同3位の87打点を記録した。打率は.246と低く、179三振もアメリカンリーグワースト3位だった。なお同年、通算200本塁打を達成。

### エンゼルス時代
2017年8月31日にグレイソン・ロング、後日発表選手、金銭とのトレードで、ロサンゼルス・エンゼルスへ移籍した。9月1日のテキサス・レンジャーズ戦で移籍後初出場を果たした。9月13日のヒューストン・アストロズ戦で移籍後初本塁打にしてシーズン29号本塁打を記録し、シーズン100打点を記録すると同時に、通算250本塁打達成となった。最終的に自己最高となる35本塁打、109打点、OPS.901を記録し、自身3度目のシルバースラッガー賞を受賞した。オフにエンゼルスと2022年までの5年総額1億600万ドルで契約延長した。
2018年8月21日に自宅で割れたワイングラスで負傷し、故障者リストに登録された。この年は145試合に出場して打率.257、30本塁打（自身3度目）、85打点・OPS.808を記録した。
2019年はドジャースとのプレシーズン・ゲームで守備中に左の爪先を痛めて離脱した。復帰初戦となった6月17日のトロント・ブルージェイズ戦では4番に起用され、第1打席の初球で本塁打を放った。8月は打率.200と苦しみ、9月には復調の兆しが見えたが、同14日に右膝の治療のため19年シーズンを終了することを発表した。2020年2月7日、1月にヘリコプター事故で急逝したコービー・ブライアントへ追悼の意を込め背番号を10に変更した。
2021年は当初から不調に苦しんでいたが、途中から打順1番を任されるようになると、成績が向上した。左投手を苦手とする正一塁手のジャレッド・ウォルシュのプラトーン要員として一塁での起用も検討されたが、9月に怪我で離脱したため試合で一塁の守備に就くことはなかった。
2022年はプレシーズン・ゲームで打率.333を記録するなど好調だったが、シーズン開幕を5日後に控えた4月2日にDFAとなった。GMのペリー・ミナシアンはこの決断について、ジョー・アデル、テイラー・ウォード、ブランドン・マーシュら若手の外野手が台頭していたチーム事情を考慮しての判断だったと述べた。

### マリナーズ時代
2022年5月21日にマリナーズと契約した。傘下のAAA級タコマ・レイニアーズでの調整を経て6月17日にメジャーへ昇格した。同日のエンゼルス戦では「6番・左翼手」で先発出場したが、第3打席で頭部死球を受けたため途中交代した。7月22日にマイナーへ降格となり、そのまま自由契約となった。

## 選手としての特徴
若い頃はケン・グリフィー・ジュニア2世の呼び声も高いホープ中のホープで、｢将来の殿堂入り候補｣とも言われていた。ベースボール・アメリカ誌の有望株リストでは2006年版2位、2007年版9位にランクされていた。
時折集中力を欠いたプレーが見受けられる。

## 詳細情報

### 年度別打撃成績
| 年 度     | 球 団     | 試 合 | 打 席 | 打 数 | 得 点 | 安 打 | 二 塁 打 | 三 塁 打 | 本 塁 打 | 塁 打 | 打 点 | 盗 塁 | 盗 塁 死 | 犠 打 | 犠 飛 | 四 球 | 敬 遠 | 死 球 | 三 振 | 併 殺 打 | 打 率 | 出 塁 率 | 長 打 率 | O P S |
| --------- | --------- | ----- | ----- | ----- | ----- | ----- | -------- | -------- | -------- | ----- | ----- | ----- | -------- | ----- | ----- | ----- | ----- | ----- | ----- | -------- | ----- | -------- | -------- | ----- |
| 2007      | ARI       | 43    | 152   | 140   | 17    | 31    | 8        | 3        | 2        | 51    | 11    | 2     | 0        | 0     | 0     | 11    | 4     | 1     | 37    | 3        | .221  | .283     | .364     | .647  |
| 2008      | ARI       | 108   | 417   | 356   | 52    | 89    | 19       | 6        | 15       | 165   | 42    | 1     | 4        | 0     | 3     | 54    | 6     | 4     | 121   | 3        | .250  | .353     | .463     | .816  |
| 2009      | ARI       | 138   | 588   | 526   | 84    | 158   | 30       | 7        | 26       | 280   | 86    | 20    | 5        | 1     | 4     | 55    | 3     | 2     | 137   | 10       | .300  | .366     | .532     | .899  |
| 2010      | ARI       | 133   | 571   | 495   | 73    | 135   | 27       | 3        | 17       | 219   | 69    | 18    | 8        | 1     | 7     | 64    | 5     | 4     | 152   | 20       | .273  | .356     | .442     | .799  |
| 2011      | ARI       | 159   | 674   | 592   | 105   | 171   | 39       | 5        | 31       | 313   | 88    | 21    | 9        | 0     | 4     | 59    | 9     | 19    | 126   | 8        | .289  | .369     | .529     | .898  |
| 2012      | ARI       | 150   | 628   | 554   | 107   | 155   | 24       | 4        | 17       | 238   | 67    | 18    | 8        | 0     | 6     | 63    | 5     | 5     | 121   | 7        | .280  | .355     | .430     | .785  |
| 2013      | ATL       | 149   | 643   | 558   | 94    | 147   | 27       | 2        | 27       | 259   | 70    | 8     | 1        | 1     | 4     | 75    | 4     | 5     | 161   | 12       | .263  | .354     | .464     | .818  |
| 2014      | ATL       | 154   | 641   | 566   | 77    | 153   | 34       | 2        | 29       | 278   | 102   | 8     | 4        | 0     | 8     | 60    | 1     | 6     | 171   | 10       | .270  | .342     | .491     | .833  |
| 2015      | SD        | 150   | 620   | 542   | 85    | 136   | 26       | 3        | 26       | 246   | 81    | 19    | 5        | 0     | 5     | 68    | 5     | 4     | 159   | 10       | .251  | .336     | .454     | .790  |
| 2016      | DET       | 153   | 626   | 570   | 81    | 140   | 28       | 2        | 31       | 265   | 87    | 9     | 4        | 0     | 2     | 50    | 3     | 4     | 179   | 15       | .246  | .310     | .465     | .775  |
| 2017      | DET       | 125   | 520   | 459   | 81    | 128   | 37       | 0        | 28       | 249   | 94    | 10    | 5        | 0     | 1     | 57    | 2     | 3     | 147   | 6        | .279  | .362     | .542     | .904  |
| 2017      | LAA       | 27    | 115   | 98    | 19    | 24    | 7        | 0        | 7        | 52    | 15    | 4     | 0        | 0     | 0     | 17    | 1     | 0     | 33    | 3        | .245  | .357     | .531     | .887  |
| '17計     | LAA       | 152   | 635   | 557   | 970   | 152   | 44       | 0        | 35       | 301   | 109   | 14    | 5        | 0     | 1     | 74    | 3     | 3     | 180   | 9        | .273  | .361     | .540     | .901  |
| 2018      | LAA       | 145   | 613   | 533   | 80    | 137   | 18       | 1        | 30       | 247   | 85    | 8     | 2        | 0     | 6     | 64    | 1     | 10    | 176   | 12       | .257  | .344     | .463     | .808  |
| 2019      | LAA       | 63    | 256   | 219   | 34    | 47    | 8        | 0        | 12       | 91    | 40    | 1     | 1        | 0     | 5     | 32    | 0     | 0     | 78    | 5        | .215  | .309     | .416     | .724  |
| 2020      | LAA       | 42    | 166   | 147   | 20    | 30    | 5        | 0        | 9        | 62    | 22    | 0     | 2        | 0     | 1     | 11    | 0     | 7     | 43    | 6        | .204  | .289     | .422     | .711  |
| 2021      | LAA       | 89    | 362   | 318   | 47    | 67    | 12       | 0        | 17       | 130   | 41    | 4     | 1        | 0     | 3     | 39    | 0     | 1     | 107   | 11       | .211  | .296     | .409     | .705  |
| 2022      | SEA       | 17    | 57    | 48    | 2     | 6     | 1        | 0        | 1        | 10    | 3     | 0     | 0        | 0     | 0     | 6     | 0     | 3     | 23    | 1        | .125  | .263     | .208     | .471  |
| MLB：16年 | MLB：16年 | 1845  | 7649  | 6721  | 1058  | 1754  | 350      | 38       | 325      | 3155  | 1003  | 151   | 59       | 3     | 59    | 785   | 49    | 78    | 1971  | 142      | .261  | .342     | .469     | .812  |

- 2022年度シーズン終了時
- 各年度の太字はリーグ最高

### 年度別守備成績
| 年 度 | 球 団 | 左翼（LF） | 左翼（LF） | 左翼（LF） | 左翼（LF） | 左翼（LF） | 左翼（LF） | 中堅（CF） | 中堅（CF） | 中堅（CF） | 中堅（CF） | 中堅（CF） | 中堅（CF） | 右翼（RF） | 右翼（RF） | 右翼（RF） | 右翼（RF） | 右翼（RF） | 右翼（RF） |
| 年 度 | 球 団 | 試 合      | 刺 殺      | 補 殺      | 失 策      | 併 殺      | 守 備 率   | 試 合      | 刺 殺      | 補 殺      | 失 策      | 併 殺      | 守 備 率   | 試 合      | 刺 殺      | 補 殺      | 失 策      | 併 殺      | 守 備 率   |
| ----- | ----- | ---------- | ---------- | ---------- | ---------- | ---------- | ---------- | ---------- | ---------- | ---------- | ---------- | ---------- | ---------- | ---------- | ---------- | ---------- | ---------- | ---------- | ---------- |
| 2007  | ARI   | -          | -          | -          | -          | -          | -          | -          | -          | -          | -          | -          | -          | 42         | 65         | 1          | 5          | 0          | .930       |
| 2008  | ARI   | -          | -          | -          | -          | -          | -          | -          | -          | -          | -          | -          | -          | 101        | 175        | 6          | 11         | 2          | .943       |
| 2009  | ARI   | -          | -          | -          | -          | -          | -          | -          | -          | -          | -          | -          | -          | 136        | 294        | 4          | 12         | 1          | .961       |
| 2010  | ARI   | -          | -          | -          | -          | -          | -          | -          | -          | -          | -          | -          | -          | 128        | 265        | 1          | 4          | 0          | .985       |
| 2011  | ARI   | -          | -          | -          | -          | -          | -          | -          | -          | -          | -          | -          | -          | 159        | 339        | 5          | 13         | 2          | .964       |
| 2012  | ARI   | -          | -          | -          | -          | -          | -          | -          | -          | -          | -          | -          | -          | 149        | 309        | 6          | 5          | 2          | .984       |
| 2013  | ATL   | 108        | 174        | 0          | 4          | 0          | .978       | -          | -          | -          | -          | -          | -          | 54         | 89         | 2          | 0          | 0          | 1.000      |
| 2014  | ATL   | 150        | 271        | 5          | 8          | 0          | .972       | -          | -          | -          | -          | -          | -          | -          | -          | -          | -          | -          | -          |
| 2015  | SD    | 146        | 235        | 9          | 3          | 0          | .988       | -          | -          | -          | -          | -          | -          | -          | -          | -          | -          | -          | -          |
| 2016  | DET   | 146        | 253        | 4          | 4          | 0          | .985       | 6          | 14         | 0          | 0          | 0          | 1.000      | -          | -          | -          | -          | -          | -          |
| 2017  | DET   | 124        | 273        | 7          | 7          | 0          | .976       | -          | -          | -          | -          | -          | -          | -          | -          | -          | -          | -          | -          |
| 2017  | LAA   | 27         | 45         | 2          | 1          | 0          | .979       | -          | -          | -          | -          | -          | -          | -          | -          | -          | -          | -          | -          |
| '17計 | LAA   | 151        | 318        | 9          | 8          | 0          | .976       | -          | -          | -          | -          | -          | -          | -          | -          | -          | -          | -          | -          |
| 2018  | LAA   | 140        | 294        | 7          | 4          | 1          | .987       | -          | -          | -          | -          | -          | -          | -          | -          | -          | -          | -          | -          |
| 2019  | LAA   | 56         | 86         | 2          | 4          | 0          | .957       | -          | -          | -          | -          | -          | -          | -          | -          | -          | -          | -          | -          |
| 2020  | LAA   | 39         | 65         | 0          | 2          | 0          | .970       | -          | -          | -          | -          | -          | -          | -          | -          | -          | -          | -          | -          |
| 2021  | LAA   | 87         | 121        | 3          | 2          | 1          | .984       | 1          | 0          | 0          | 0          | 0          | ----       | -          | -          | -          | -          | -          | -          |
| 2022  | SEA   | 2          | 2          | 0          | 0          | 0          | 1.000      | -          | -          | -          | -          | -          | -          | 4          | 6          | 0          | 0          | 0          | 1.000      |
| MLB   | MLB   | 1025       | 1819       | 39         | 39         | 2          | .979       | 7          | 14         | 0          | 0          | 0          | 1.000      | 773        | 1542       | 25         | 50         | 7          | .969       |

- 2022年度シーズン終了時
- 各年度の太字はリーグ最高

### 表彰
- シルバースラッガー賞：3回 (2011年、2014年、2017年)
- 月間MVP：２回（2009年5月、2013年4月）
- 週間MVP：4回（2015年6月20日、7月25日、2014年4月14日、2016年9月25日）

### 記録
MiLB
- オールスター・フューチャーズゲーム選出：1回（2007年）

MLB
- オールスター選出：4回 (2009年、2011年、2015年、2017年)

### 背番号
- 10（2007年 - 2012年、2015年、2020年 - 2021年）
- 9（2017年途中 - 同年終了）
- 8（2013年 - 2014年、2016年 - 2017年途中、2018年 - 2019年、2022年 - ）